# Napomyza plumea
Napomyza plumea är en tvåvingeart som beskrevs av Spencer 1969. Napomyza plumea ingår i släktet Napomyza och familjen minerarflugor. Arten är reproducerande i Sverige. Inga underarter finns listade i Catalogue of Life.